# Вітаутас Строля
Вітаутас Строля (28 листопада 1992 , Анікщяй ) — литовський лижник і біатлоніст, учасник Олімпійських ігор.

## Кар'єра
У Кубку світу з лижних перегонів Строля дебютував 21 січня 2012 року, і відтоді стартував у п'яти особистих перегонах у рамках Кубка світу, але не піднімався в них вище 61-го місця і кубкових балів не набирав.
На Олімпійських іграх 2014 року в Сочі посів 67-ме місце в скіатлоні, 70-те місце в спринті та 70-те місце перегонах на 15 км вільним стилем.
За свою кар'єру взяв участь у двох чемпіонатах світу, найкращий результат — 70-те місце в скіатлоні на чемпіонаті світу 2013 року. 2014 року 22-річний спортсмен перейшов у біатлон, а в сезоні 2014–2015 почав брати участь у міжнародних змаганнях з біатлону. Найкращий результат на етапах Кубка світу — 12-те місце у спринті в Ансі.

## Результати за кар'єру в лижних перегонах
Усі результати наведено за даними Міжнародного союзу біатлоністів.

### Олімпійські ігри
| Змагання  | Спринт        | Спринт         | 15 км         | 15 км          | Перегони пер. 2 × 15 км | 50 км | Естафета | Естафета  |
| Змагання  | вільн. стилем | класич. стилем | вільн. стилем | класич. стилем | Перегони пер. 2 × 15 км | 50 км | Спринт   | 4 × 10 км |
| 2014 Сочі | 70            | Не пров.       | Не пров.      | 70             | 66                      | —     | —        | —         |

### Чемпіонати світу
| Змагання            | Спринт        | Спринт         | 15 км         | 15 км          | Перегони пер. 2 × 15 км | 50 км вільн. стилем | Естафета | Естафета  |
| Змагання            | вільн. стилем | класич. стилем | вільн. стилем | класич. стилем | Перегони пер. 2 × 15 км | 50 км вільн. стилем | Спринт   | 4 × 10 км |
| 2011 Осло           | 98            | Не пров.       | Не пров.      | 91             | —                       | —                   | —        | —         |
| 2013 Валь-ді-Ф'ємме | Не пров.      | 81             | 89            | Не пров.       | 70                      | —                   | —        |           |

## Результати за кар'єру в біатлоні
Усі результати наведено за даними Міжнародного союзу біатлоністів.

### Олімпійські ігри
| Змагання                        | Інд. перегони | Спринт | Перегони пер. | Мас-старт | Естафета | Змішана ес. |
| Олімпійські ігри 2018 Пхьончхан | 82            | 49     | 43            | —         | —        | 19          |

### Чемпіонати світу
| Змагання                  | Інд. перегони | Спринт | Перегони пер. | Мас-старт | Естафета | Змішана ес. | Од. змішана ес. |
| ------------------------- | ------------- | ------ | ------------- | --------- | -------- | ----------- | --------------- |
| Конхіолахті 2015          | 66            | 69     | —             | —         | 23       | —           | Не пров.        |
| Осло 2016                 | 87            | 87     | —             | —         | 23       | 23          | Не пров.        |
| Гохфільцен 2017           | 73            | 54     | 56            | —         | 25       | 24          | Не пров.        |
| Естерсунд 2019            | 61            | 26     | Диск.         | —         | 21       | —           | —               |
| Антгольц-Антерсельва 2020 | 55            | 28     | 31            | —         | 24       | 16          | —               |
| Поклюка 2021              | 66            | 63     | —             | —         | 26       | 17          | —               |

### Кубки світу
- Найвище місце в загальному заліку: 49-те 2020 року.
- Найвище місце в окремих перегонах: 16-те.

#### Підсумкові місця в Кубку світу за роками
| Сезон     | Заг. залік | Спринт | Перегони пер. | Інд. перегони | Мас-старт |
| 2017–2018 | 97         | -      | 76            | -             | -         |
| 2018–2019 | 88         | 69     | -             | -             | -         |
| 2019–2020 | 49         | 32     | 52            | -             | -         |